# Ghiacciaio Withrow
Il ghiacciaio Withrow è un ghiacciaio lungo circa 9 km situato nella regione nord-orientale della Dipendenza di Ross, all'interno della zona condivisa da quest'ultima con la Terra di Marie Byrd, in Antartide. Situato in particolare in un tratto  della costa settentrionale della penisola di Edoardo VII facente parte della costa di Saunders, il ghiacciaio fluisce a est di capo Colbeck dirigendosi verso nord-ovest fino a entrare nell'insenatura di Bartlett.

## Storia
Scoperto nel gennaio 1902, durante la spedizione Discovery, comandata da Robert Falcon Scott e condotta dal 1901 al 1904, il ghiacciaio Withrow è stato in seguito mappato per la prima volta dai cartografi dello United States Geological Survey grazie a fotografie scattate dalla marina militare statunitense (USN) durante ricognizioni aeree effettuate nel periodo 1959-65, e così battezzato dal comitato consultivo dei nomi antartici in onore del comandante W.H. Withrow, della USN, un membro dello staff del comandante della forza di supporto navale in Antartide che fu anche ufficiale in capo del Det One, un distaccamento del Corpo dei Marine di stanza a Christchurch, in Nuova Zelanda, dal 1965 al 1966.